# ISAC
ISAC is de afkorting voor Information Systemworks and Analysis of Changes. Het is een oorspronkelijk uit Zweden afkomstige methode om informatiesystemen te ontwikkelingen en te ontwerpen. Bij deze methode wordt op basis van problemen en behoeften vanuit de organisatie gezocht naar oplossingen. Het gaat hierbij dus om een analyse, waarbij de gebruiker centraal staat.

## Gebruik
De analyse bestaat uit het beschrijven van een activiteitenmodel. Deze bestaat uit:
1. Activiteitenschema of A-schema: schematische weergave van activiteiten, gegevensstromen en reële stromen. Hiervoor worden standaard symbolen gebruikt.
2. Tekstbladen: beschrijving van activiteiten en stromen
3. Eigenschappentabel: kwantitatieve en kwalitatieve kenmerken van activiteiten en stromen in het A-schema

- Theo Derksen en Huub Crins. AIV, Informatiekunde voor het HBO, 2001. ISBN 9789039526514